# Abizanda

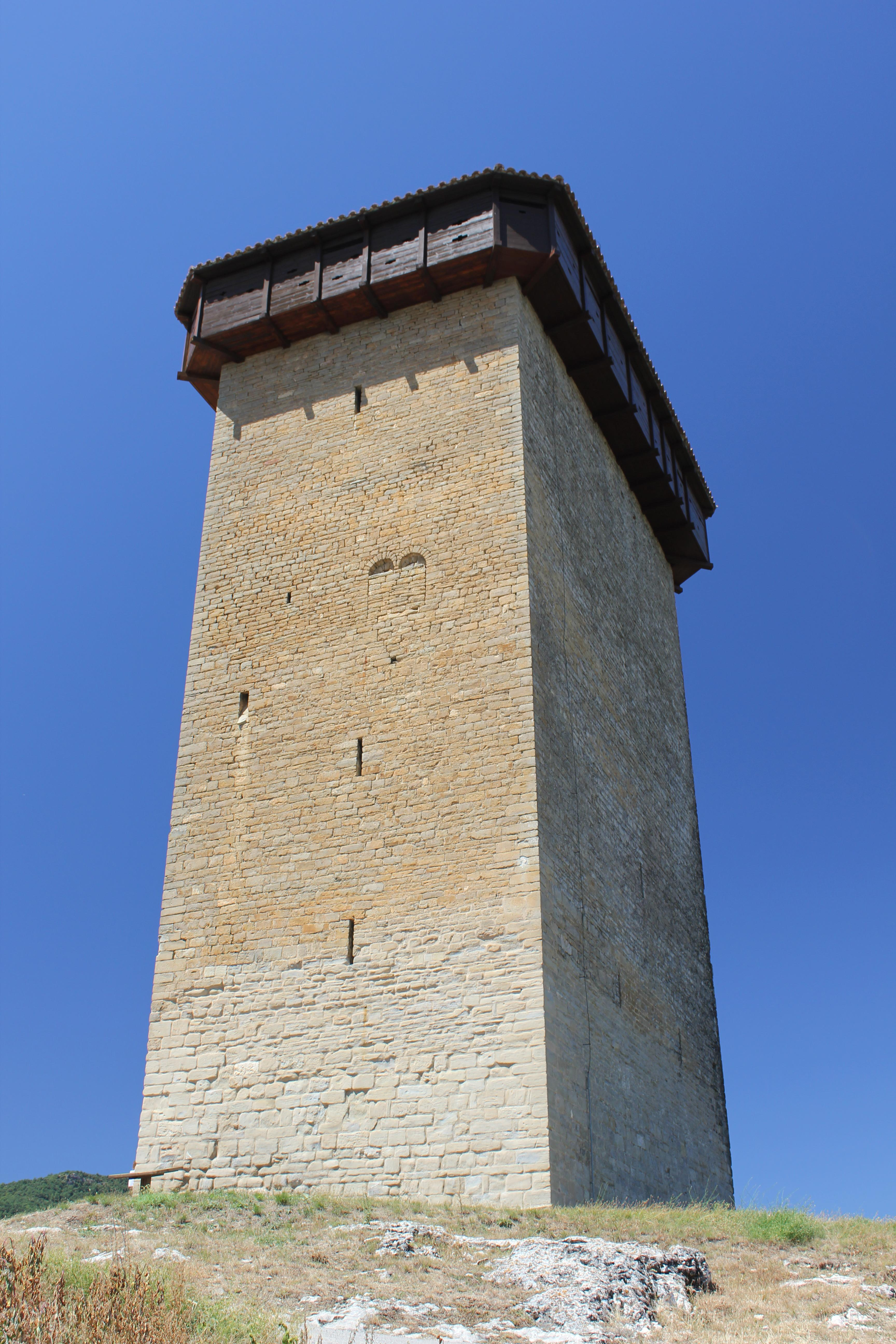
La tour d’Abizanda, siège du Musée des croyances et de la religiosité populaires des Pyrénées centrales.

Abizanda est une municipalité de la comarque de Sobrarbe, dans la province de Huesca, dans la communauté autonome d'Aragon en Espagne.

## Lieux et monuments
Château-tour du XIe siècle, haut de 30 mètres, qui abrite le Musée des croyances et de la religiosité populaires, et le CEDAS, centre de documentation des vallées d’Aure et du Sobrarbe, fondés et dirigés par Ángel Gari-Lacruz.